# Se Eu Fechar os Olhos Agora
Se Eu Fechar os Olhos Agora é uma minissérie brasileira produzida pelos Estúdios Globo e lançada no Globoplay em 29 de agosto de 2018, em 10 capítulos. Sendo posteriormente exibida em segunda janela na TV Globo, de 15 a 30 de abril de 2018.
Baseada no livro homônimo lançado por Edney Silvestre, foi adaptada por Ricardo Linhares sob a direção de André Câmara e Joaquim Carneiro e direção artística de Carlos Manga Jr.
Contou com João Gabriel D'Aleluia, Xande Valois, Murilo Benício, Débora Falabella, Mariana Ximenes, Gabriel Braga Nunes e Antônio Fagundes nos papeis principais.
Em 2019, foi indicada ao Prêmio Emmy Internacional de Melhor Minissérie.

## Enredo
Em 1961, os adolescentes Paulo Roberto (João Gabriel D'Aleluia) e Eduardo (Xande Valois) decidem escapar do colégio para passar o dia nadando no rio, porém se deparam com o corpo de uma mulher mutilada no local, Anita (Thainá Duarte), esposa do dentista Francisco (Renato Borghi). Após serem acusados injustamente, os garotos são salvos quando Francisco decide se entregar como culpado – mesmo todos sabendo que ele seria incapaz e tinha álibi para o dia do assassinato. Sem investigar, o delegado Gabino (Antônio Grassi) decide arquivar o caso rapidamente antes que tome proporção fora da cidade com o apoio do prefeito Adriano (Murilo Benício), da primeira-dama Isabel (Débora Falabella), dos poderosos empresários Adalgisa (Mariana Ximenes) e Geraldo (Gabriel Braga Nunes).
Intrigados com os motivos que levaram ao fim do caso, Paulo e Eduardo decidem investigar por conta própria com a ajuda do misterioso Ubiratan (Antonio Fagundes) e acabam descobrindo a hipocrisia da sociedade interiorana de São Miguel, onde todos parecem tão inocentes, quanto culpados. Eles descobrem os casos secretos de Renato (Enzo Romani) com Shirlei (Marjorie Gerardi), Isabel e Cecília (Marcela Fetter), o alcoolismo de Adalgisa escondido a todo custo pelo marido, os assédios de Antônio (Eike Duarte) sob as mulheres da cidade, o racismo praticado pelo bispo Tadeu (Jonas Bloch) e pelo padre Basílio (Marcos Breda) contra a freira Maria Rosa (Lidi Lisboa), os conflitos idealistas de Edson (Gabriel Falcão) contra os jogos políticos dos pais, Adalgisa e Geraldo, e a perseguição pública aos pensamentos feministas trazidos por Letícia (Lana Rhodes) da Europa.

## Elenco
| Ator                   | Personagem                      |
| ---------------------- | ------------------------------- |
| João Gabriel D'Aleluia | Paulo Roberto Dias dos Santos   |
| Xande Valois           | Eduardo Massarini Gusmão        |
| Antônio Fagundes       | Ubiratan Duarte                 |
| Murilo Benício         | Prefeito Adriano Marques Torres |
| Débora Falabella       | Isabel Marques Torres           |
| Mariana Ximenes        | Adalgisa Bastos                 |
| Gabriel Braga Nunes    | Geraldo Bastos                  |
| Antônio Grassi         | Delegado Gabino                 |
| Lidi Lisboa            | Irmã Maria Rosa                 |
| Jonas Bloch            | Bispo Dom Tadeu                 |
| Marcos Breda           | Padre Basílio da Gama           |
| Enzo Romani            | Renato dos Santos               |
| Renato Borghi          | Francisco Andrade               |
| Eike Duarte            | Antônio Dias                    |
| Paulo Rocha            | Joel Dias                       |
| Lana Rhodes            | Letícia                         |
| Gabriel Falcão         | Edson Bastos                    |
| Marcela Fetter         | Cecília Marques Torres          |
| Jullia Svacinna        | Vera Lúcia Marques Torres       |
| Leonardo Machado       | Rodolpho Gusmão                 |
| Martha Nowill          | Rosângela Massarini Gusmão      |
| Marjorie Gerardi       | Shirley                         |
| Vitor Thiré            | Danilo                          |
| Alexandra Martins      | Irmã Sara                       |
| Suzana Nascimento      | Irmã Creuza                     |

### Participações Especiais
| Ator              | Personagem                       |
| ----------------- | -------------------------------- |
| Thainá Duarte     | Anita Andrade / Maria dos Santos |
| Betty Faria       | Hanna Wizoreck (Polaca)          |
| Ruth de Souza     | Madalena dos Santos              |
| Milton Gonçalves  | Paulo Roberto (adulto)           |
| João Acaiabe      | Sinval                           |
| Pierre Baitelli   | Cassiano                         |
| Bernardo Bibancos | Rui Campos                       |
| Ana Abbott        | Mirtes                           |
| Tairone Vale      | Jader                            |
| Beth Berardo      | Celeste                          |
| Rafael Sieg       | Pacheco                          |

## Produção
A cidade de Catas Altas, no interior de Minas Gerais, serviu de cenário para a minissérie. Com arquitetura colonial, o local se tornou perfeito para trama, que contou com a participação de moradores da região em algumas cenas. A equipe também gravou no Rio de Janeiro em locações externas.